# Брамст, Алан
Алан Брамст (нем. Alan Brahmst; род. 27 сентября 1965, Гамбург) — канадский хоккеист на траве, центральный защитник; тренер. Участник летних Олимпийских игр 2000 года, серебряный призёр Панамериканского чемпионата 2000 года, чемпион Панамериканских игр 1999 года, серебряный призёр Панамериканских игр 1995 года. Член Зала спортивной славы Ориллии (2023).

## Биография
Алан Брамст родился 27 сентября 1965 года в западногерманском городе Гамбург в семье торговца.
Играл в хоккей на траве за гамбургский «Уленхорстер». Занимался хоккеем на траве с 5 лет. Весной 1982 года переехал с семьёй в канадский город Ориллия, окончил здесь школу. В 1985 году получил канадское гражданство. Играл на домашнем молодёжном чемпионате мира в Ванкувере.
В 1986 году дебютировал в сборной Канады в Амстердаме в матче с Нидерландами.
В составе сборной Канады дважды выигрывал медали хоккейных турниров Панамериканских игр: серебро в 1995 году в Мар-дель-Плате и золото в 1999 году в Виннипеге.
Дважды участвовал в чемпионатах мира: в 1986 году в Лондоне, где канадцы заняли 10-е место, и в 1998 году в Утрехте, который они завершили на 8-й позиции.
В 2000 году вошёл в состав сборной Канады по хоккею на траве на летних Олимпийских играх в Сиднее, занявшей 10-е место. Играл на позиции защитника, провёл 6 матчей, мячей не забивал. Не смог пробиться в состав команды на летние Олимпийские игры в Сеуле.
В том же году завоевал серебряную медаль Панамериканского чемпионата в Гаване.
В течение карьеры провёл за сборную Канады 173 матча.
По окончании игровой карьеры стал тренером. В 2008 году был ассистентом главного тренера сборной Канады на летних Олимпийских играх в Пекине, где она заняла 10-е место. В 2010 году был главным тренером канадцев на чемпионате мира в Нью-Дели, заняв с ними 11-е место.